# 今野睦
今野 睦（こんの あつし、1962年 - ）は、日本のシステム開発エンジニア、ITアーキテクト、コンサルタント、学術博士。

## 概要
黎明期のオブジェクト指向技術の普及に尽力し、著書（監修、共著）
、雑誌への投稿など多数。
オブジェクト指向プログラミング言語のルーツ（起源）であるSmalltalkの開発者のひとりであるアデル・ゴールドバーグに師事したSmalltalkerである。
2001年に発表されたアジャイルソフトウェア開発宣言(Agile Manifesto)の公式日本語版が公開される前の2002年に翻訳書『アジャイルソフトウェア開発』 で日本語訳を公開している。また、日本で最初のスクラムの翻訳書とされる『アジャイルソフトウェア開発スクラム』 の監訳も担当している。
情報処理推進機構（IPA）ITスキル標準センタープロフェッショナル・コミュニティITアーキテクト委員。

## 経歴
1986年に千葉大学大学院自然科学研究科博士課程後期単位取得退学後、日本の独立系システムエンジニアリング企業であるCSKに入社し、衛星通信プロジェクト、部品化支援プロジェクト、SDAプロジェクトなどに従事。その後、BSI（現：株式会社物産システムインテグレーション）を経て、複数のベンチャー企業で取締役やCTOなどを務める。
2016年からビッグツリーテクノロジー&コンサルティングにインキュベーション事業部長として入社（2016年9月 - ）し、先端技術の導入提案などのコンサルティングを実施。2022年からは同社リサーチセンターのセンター長として量子コンピュータの社会実装をテーマにした大学との共同研究などを進めている。
主な職歴
- 1986年4月 - 1993年　株式会社CSK
- 1993年 -　　株式会社BSI（現：三井情報）
- 199X年頃 -　株式会社ラピドシステムズ（現：リムネット）
- 2000年頃 -　株式会社セルフの取締役[15]
- 2002年頃 -　株式会社デュオシステム（現：ITbookホールディングス）
- 2003年頃 -　サイバービーンズ株式会社[16]の取締役
- 2004年頃 -　株式会社タスカのCTO
- 200X年頃 -　デジタルデザイン（現：Nexus Bank[17]）
- 2011年2月 - 2016年8月　グロースエクスパートナーズ株式会社[18][19]
- 2016年9月 - 2022年3月　ビッグツリーテクノロジー&コンサルティングのインキュベーション事業部長[20]
- 2022年4月 -　ビッグツリーテクノロジー&コンサルティングのリサーチセンター長[21]